# Илия Кёльнский
Илия (умер в 1042 году) — игумен Кёльнский. День памяти — 16 апреля.
Святой Илия (Elias of Cologne) был ирландцем из графства Монахан. Приняв монашество, он стал настоятелем монастыря святого Мартина Великого в Кёльне, Германия. Архиепископ Гериберт также поместил под его окоромление монастырь святого Пантелеимона.